# Beer József Konstantin
Beer József Konstantin (Brüx, 1862. március 11. – Budapest, 1933. február 27.) festő, konzervátor, képrestaurátor.

## Életpályája
A csehországi Brüxben, a mai nevén Mostban született 1862. március 11-én. Művészi tanulmányait Bécsben, Karlsruhében folytatta, majd a münchen, Alte Pinakothekben, Hauser vezetésével. 1893-ban az Országos Képtár, majd a Szépművészeti Múzeum (Budapest) átszervezésével átkerült a múzeumba. 1911-ben a restaurálásra szoruló, problémásabb festményeket még Kolozsvárról is Budapestre küldték hozzá mint a kor ismert restaurátorához. 1919-ben Endrődi (Junga) Sebestyén is két hónapig nála volt gyakorlaton.
Budapesten hunyt el 1933. február 27-én, 71 évesen, a Kerepesi temetőben helyezték örök nyugalomra.